# Allied Force Command Madrid
L'Allied Force Command Madrid è stata un'unità di Comando congiunta alleata della NATO responsabile del supporto al Deployable Joint Staff Elements (DJSE) a sostegno delle operazioni della NATO in tutto il mondo. La sede del Quartier generale del Comando alleato di Madrid era a Pozuelo de Alarcón nell'area metropolitana di Madrid.

## Storia
Il comando venne istituito il 30 settembre 1999 come comando congiunto del sudovest; successivamente venne rinominato Land Component Command HQ Madrid (CC-LAND HQ MD) e si avvaleva di uno staff di 450 soldati di sedici nazioni che prese parte alle operazioni nei balcani durante le guerre jugoslave, in Afghanistan e nel Kosovo. Nel 2005 venne impiegato nell'addestramento delle truppe dell'Unione Africana. Nel 2010 venne adottata la denominazione Allied Force Command Madrid. L'ultimo comandante fu il generale dell'Esercito Spagnolo Cardona Torre che ne assunse il comando nel 2010.
Il comando è stato sciolto il 1º luglio 2013 e rimpiazzato dall'Allied Land Command di Smirne in Turchia.